# Остаточная намагниченность

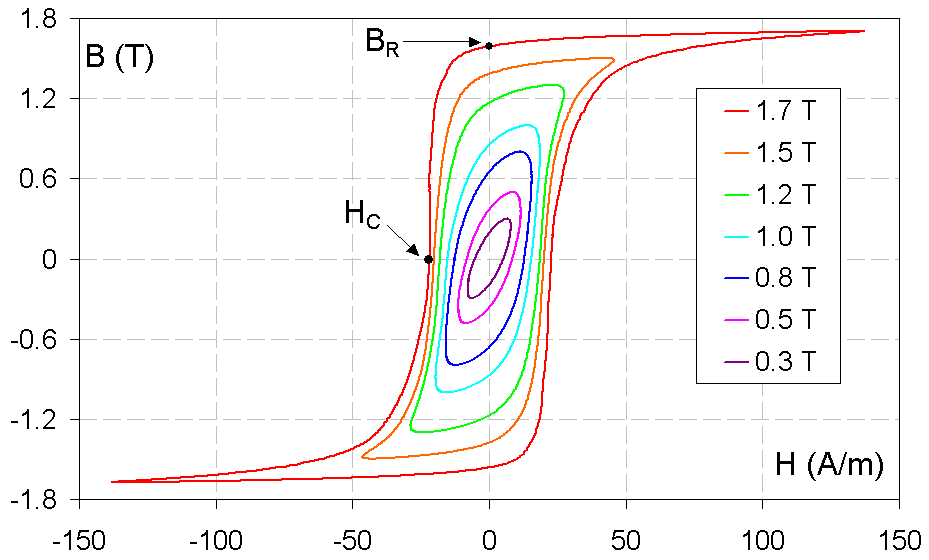
Семейство петель гистерезиса для текстурированной электростали (B_{R} обозначает остаточную намагниченность, а H_{C} обозначает коэрцитивную силу.

Оста́точная намагни́ченность — намагниченность {\displaystyle M}, которой обладает ферромагнитный материал при нулевой напряжённости внешнего магнитного поля {\displaystyle H}. Стандартное обозначение: {\displaystyle M_{R}} (R = англ. remanent). 
Зависит от предыстории изменения поля и достигает наибольшей величины после намагничивания образца до насыщения в сильных полях {\displaystyle H} и затем снятия поля. Иногда под остаточной намагниченностью понимается только эта максимальная величина. 
В технике считается, что намагниченность {\displaystyle M_{R}} — синоним для остаточной магнитной индукции {\displaystyle B_{R}} (в системе СИ они отличаются на магнитную постоянную: {\displaystyle B_{R}=\mu _{0}M_{R}}), поэтому нередко остаточная намагниченность обозначается как {\displaystyle B_{R}} (см. рисунок).
Величина остаточной намагниченности определяется точкой пересечения петли гистерезиса с осью магнитной индукции ферромагнетика.
Остаточная намагниченность используется:
- в геологии (палеомагнитное датирование),
- в технике магнитной записи аналоговых и цифровых сигналов,
- в вычислительной технике (хранение и восстановление данных, см. остаточная информация),
- в физике (магнетизм).

Значение остаточной намагниченности — один из важнейших параметров, характеризующих постоянные магниты. К примеру, неодимовый магнит имеет остаточную намагниченность примерно 1,3 тесла.